# Mònim de Siracusa
|  | «Mònim» redirigeix aquí. Si cerqueu el general macedoni, vegeu «Mònim de Macedònia». |

Mònim de Siracusa (grec antic: Μόνιμος, Mónimos; Siracusa, 399 - 300 aC) va ser un filòsof grec del segle iv aC pertanyent a l'escola cínica. Va ser deixeble de Diògenes de Sinope i de Crates de Tebes.
Va ser esclau d'un banquer corinti que tenia tracte freqüent amb Xeníades, que en aquells dies era l'amo de Diògenes de Sinope, que també havia estat reduït a l'esclavitud. Mitjançant el contacte amb Diògenes, Mònim va conèixer la filosofia de l'escola cínica i va decidir assumir la seva forma de vida.
Va escriure poesies curtes de to satíric, encara que d'argument seriós, i dos llibres en prosa. Se sap de la seva doctrina que oposava el domini de l'evidència (la naturalesa), en la qual subjau el savi, al domini de la il·lusió.
| «       | Tot el que imaginem és vanitat (τῦφος, literalment "boira" o "fum"). | » |
| — Mònim |                                                                      |   |